# Öppoms-Fäbodtjärnen
Öppoms-Fäbodtjärnen är en sjö i Timrå kommun i Medelpad och ingår i Indalsälvens huvudavrinningsområde. Sjön är 10,2 meter djup, har en yta på 0,04 kvadratkilometer och befinner sig 139 meter över havet. Vid provfiske har abborre och öring fångats i sjön.